# مياه سوداء

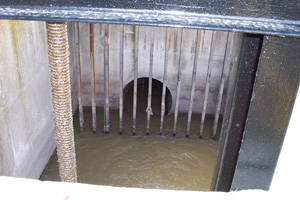

المياه السوداء هو مصطلح يستخدم للإشارة إلى مياه الصرف الحاوية على البراز والبول ومياه المراحيض وأوراق المراحيض.
تتميز المياه السوداء عن المياه الرمادية، حيث أن الأخيرة هي التي تنتج عن النشاط البشري من غسل الأواني والملابس ومن الاستحمام.
تفصل عادة المياه السوداء عن المياه الرمادية في المباني ذات الاستقلال الذاتي وفي سيارات المعيشة على سبيل المثال، من أجل سهولة المعالجة فيما بعد واتخاذ الأسلوب الملائم من أجل تطهير المياه.

## اقرأ أيضاً
- مياه رمادية
- معالجة المياه